# توماس سبرينغر
توماس سبرينغر (بالألمانية: Thomas Springer)‏ هو تريثلت ألماني ونمساوي، ولد في 6 نوفمبر 1984 في هاله في ألمانيا.

## وصلات خارجية
- توماس سبرينغر على موقع اتحاد الترياتلون الدولي (الإنجليزية)
- توماس سبرينغر على موقع IAT Triathlon Database (الإنجليزية)
- توماس سبرينغر على موقع أوليمبيديا (الإنجليزية)